# كلوستريديوم موحل
كلوستريديوم ليموزم أو كلوستريديوم موحل هو نوع من البكتيريا من فصيلة كلوستريدياسيا.